# 岭外代答
《岭外代答》为南宋周去非任桂林县尉及两次任钦州教授期间所撰写的笔记。书成于在淳熙年间。《岭外代答》包含关于宋代广西的地理、人文、边防、风土、物产等方面的丰富的记载，兼述安南、占城、三佛齐、爪哇、波斯、木兰皮、大秦、女人国等域外国家的地理、人文、风土、物产，既是宋代广西地方志，又是宋代中外交通史。
法国汉学家费琅在1919年著《昆仑及南海古代航行考》中曾引用《岭外代答·昆仑层期国》条和《岭外代答·三佛齐国》条1。

### 卷一
- 地理门  《百粤故地》《桂林岩洞》《广西水经》《灵渠》等 22则
- 边帅门   《广西经略安抚史》《宜州兼广西路兵马都监》《融州兼广西路兵马都监》等11则

### 卷二
- 外国门上 《安南国》《海外黎蛮》《占城国》《真腊国》《蒲甘国》《三佛齐国》《闍婆》《故临国》《注輦》等10则

### 卷三
- 外国门下 《大秦国》《大食诸国》《木兰皮国》《昆仑层期国》《西天南尼华囉国》《波斯国》《蜑蛮》《三佛驮》等14则
- “兵丁”门 （“兵丁”二字原缺） 《沿边兵》《峒丁戍边》《田子甲》《土丁保丁》《惰农》等12则

### 卷四
- 风土门 《广右风气》《雪雹》《屋室》《巢居》《方言》等11则
- 法制门 《定拟》《试场》《南海役法》等6则

### 卷五
- 财计门 《广西左右漕计》《广西盐法》《经略司买马》《邕州永平寨博易场》《钦州博易场》等8则

### 卷六
- 器用门 《端砚》《笔》《墨》《茶具》《蛮刀》《梧州铁器》《木兰舟》等20则
- 服用门  《布》《安南绢》《吉贝》等10则
- 食用门 《酒》《茶》《食槟榔》等7则

### 卷七
- 香门  《沉水香》《众香》《 鹧鸪班香》《笺香》《零陵香》《蕃栀子》等7则
- 乐器门 《平南乐》《腰鼓》《铜鼓》《桂林傩》等6则
- 宝货门 《珠池》《蛇珠》《琥珀》《砗磲》《龙涎》等7则
- 金石门 《生金》《丹沙水银》《铜》《铜绿》《滑石》《石鷰》等16则

### 卷八
- 花木门 《桂》《榕》《沙木》《思櫑木》《竹》《槟榔》《蕉子》《乌榄》《茉莉花》《素馨花》《水西花》《豆蔻花》《匾菜》等44则

### 卷九
- 禽兽门 《象》《虎》《天马》《山猪》《花羊》《香鼠》《麝香》《孔雀》《灵鹘》《春虫》《翻毛鸡》等39则

### 卷十
- 虫鱼门 《蚺蛇》《六目龟》《鼊蝳瑁》《蟺》《河鱼》《鲟鳇鱼》《天虾》《蜮》等12则
- 古迹门 《韶石》《秦城》《古富州》《铜柱》《陟屺寺》等9则
- 蛮俗门 《蛮俗》《入寮》《挂剑》《打甏》《十妻》等16则
- 志异门 《天神》《圣佛》《武婆婆》《家鬼》《蛊毒》等15则

## 版本
《岭外代答》只有钞本流传，收入永乐大典和四库全书。后有《知不足斋丛书》钞本。
1993年杨武泉第一次将此书校订为《岭外代答校注》，由中华书局出版，作为谢方主编的《中外交通史籍从刊 》第16种； ISBN 710101665-0